# Toby Fox
Robert F. Fox (sinh ngày 11 tháng 10 năm 1991), thường được biết rộng rãi với nghệ danh Toby Fox, là một nhà phát triển trò chơi điện tử và nhà soạn nhạc người Mỹ. Anh nổi tiếng với việc phát triển hai trò chơi Undertale và Deltarune, cũng như phụ trách soạn một số bản nhạc cho webcomic Homestuck.

## Đời sống
Fox từng nghiên cứu lĩnh vực khoa học môi trường và tốt nghiệp trường đại học Northeastern tại Boston, Massachusetts, Hoa Kỳ. Anh bắt đầu sáng tác nhiều bản nhạc cho webcomic Homestuck (2009) của Andrew Hussie trong vài năm cuối của đại học và cũng sáng tác một số bản nhạc cho trò chơi Hiveswap vào năm 2017.

## Nghề nghiệp

### Undertale
Thành tựu nổi bật nhất của Fox là phát triển Undertale. Trò chơi này đã bán được trên một triệu bản trên hệ thống phân phối game Steam, đã gây ấn tượng mạnh và trở thành một hiện tượng văn hóa đại chúng. Toby Fox một mình hoàn thành mọi khâu như lên ý tưởng, thiết kế, soạn kịch bản, lập trình, sáng tác nhạc vì anh không muốn dựa dẫm vào ai khác; riêng phần đồ họa anh nhờ Temmie Chang vẽ giúp. Toby Fox từng có kinh nghiệm làm trò chơi khi còn nhỏ, anh cùng ba người anh em của mình sử dụng một phần mềm tên RPG Maker 2000 để làm một trò chơi nhập vai, nhưng đã không hoàn thành nó. Anh từng phát hành một bản ROM của trò chơi Earthbound tên là Earthbound Halloween Hack trên diễn đàn starmen.net vào 2008 trước khi đến với Undertale. Fox có ý tưởng thiết kế nhân vật từ đầu và anh đã phác thảo các nhân vật trong cuốn sổ tay của mình khi còn học ở trường.
Sau khi phát hành, Undertale nhận được một lượng lớn người hâm mộ đông đảo và nhận nhiều lời khen từ các nhà phê bình. Toby Fox không phiền nếu mọi người không thích trò chơi của anh,. Mặc dù Undertale nhận được nhiều giải thưởng và sự ca ngợi nồng nhiệt, bản thân Toby Fox tự đánh giá trò chơi với 8/10 điểm.
Vào năm 2016, Toby Fox tải lên một số đoạn nhạc không được sử dụng trong Undertale để kỉ niệm 1 năm phát hành game.
Cùng với sự thành công của 'Undertale tại Nhật Bản, Toby Fox có cơ hội đi gặp nhà phát triển của Super Smash Bros. (SMB), Sakurai Masahiro, tại nhà của ông, nơi họ thảo luận về SMB và thử thách nhau qua một trận đấu trong Super Smash Bros. Ultimate. Năm 2019, Sans, một nhân vật từ Undertale, được thêm vào Super Smash Bros. Ultimate dưới một trang phục Mii, cùng với phiên bản mới của bản nhạc "Megalovania" cho nhân vật này mà anh sáng tác.

### Deltarune
Vào ngày 30 tháng 10 năm 2018, Toby Fox đã đăng lên một yêu cầu đến những người hâm mộ của mình hãy kiểm tra tài khoản Twitter chính thức của Undertale sau 24 giờ. Ngày hôm sau, Fox phát hành chương đầu tiên của Deltarune vào 31 tháng 10, một trò chơi đi sau Undertale. Vào đầu tháng 11 năm 2018, Fox chia sẻ những chi tiết về Deltarune và tuyên bố các chương sau của trò chơi vẫn đang được hoàn thiện và dự tính sẽ được phát hành đồng thời vào 17 tháng 9 năm 2021. Toby Fox cho rằng anh đã bắt đầu làm dự án Deltarune từ năm 2012 và mọi ý tưởng đều đến từ Undertale trong quá trình phát triển.

### Deltarune: Chapter 2
Để kỉ niệm 6 năm kể từ ngày Undertale ra mắt, kênh Fangame quyết định tổ chức một buổi stream chơi chương 1 của Deltarune cùng Toby Fox. Cuối buổi stream, khi hầu hết khán giả đã rời đi thì Toby Fox chiếm quyền điều khiển TV. Lúc này, người xem được chứng kiến một đoạn mở đầu ngắn chương 2 của Deltarune. Một khoảng thời gian sau buổi stream, trên website của Delarune có một đồng hồ đếm ngược chỉ ngày giờ Deltarune chương 2 sẽ phát hành. Nó ra mắt vào ngày 18 tháng 9 theo giờ Việt Nam.